# Volkswagen Tayron
Volkswagen Tayron — компактний (з 2024 року середньорозмірний) кросовер виробництва Volkswagen.

## Перше покоління (2018)
Tayron був представлений як майже серійний концепт під назвою VW Advanced Midsize SUV під час прем’єри Volkswagen Touareg III у березні 2018 року. На автосалоні в Ченду у вересні 2018 року Volkswagen нарешті представив серійний автомобіль. З жовтня 2018 року він доступний у Китаї.

Tayron створено компанією FAW-Volkswagen. 1,4-літрові та 2,0-літрові двигуни з турбонаддувом є стандартними в поєднанні з 7-ступінчастою коробкою передач з подвійним зчепленням. Доступні версії 280TSI, 330TSI і 380TSI. Інші моделі включають Tayron R-Line і Tayron GTE Plug-In Hybrid.

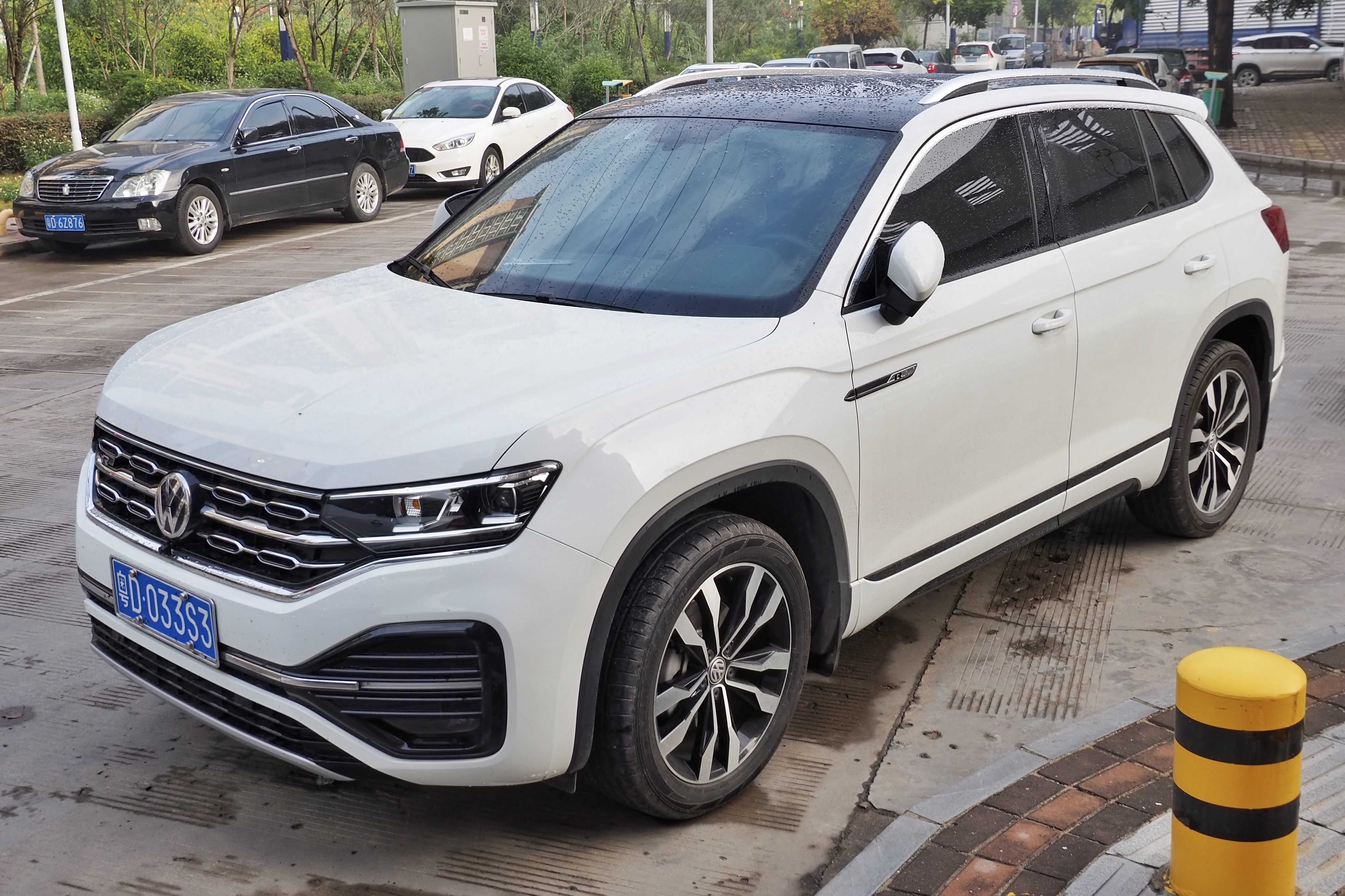
Volkswagen Tayron 380 TSI вид спереду
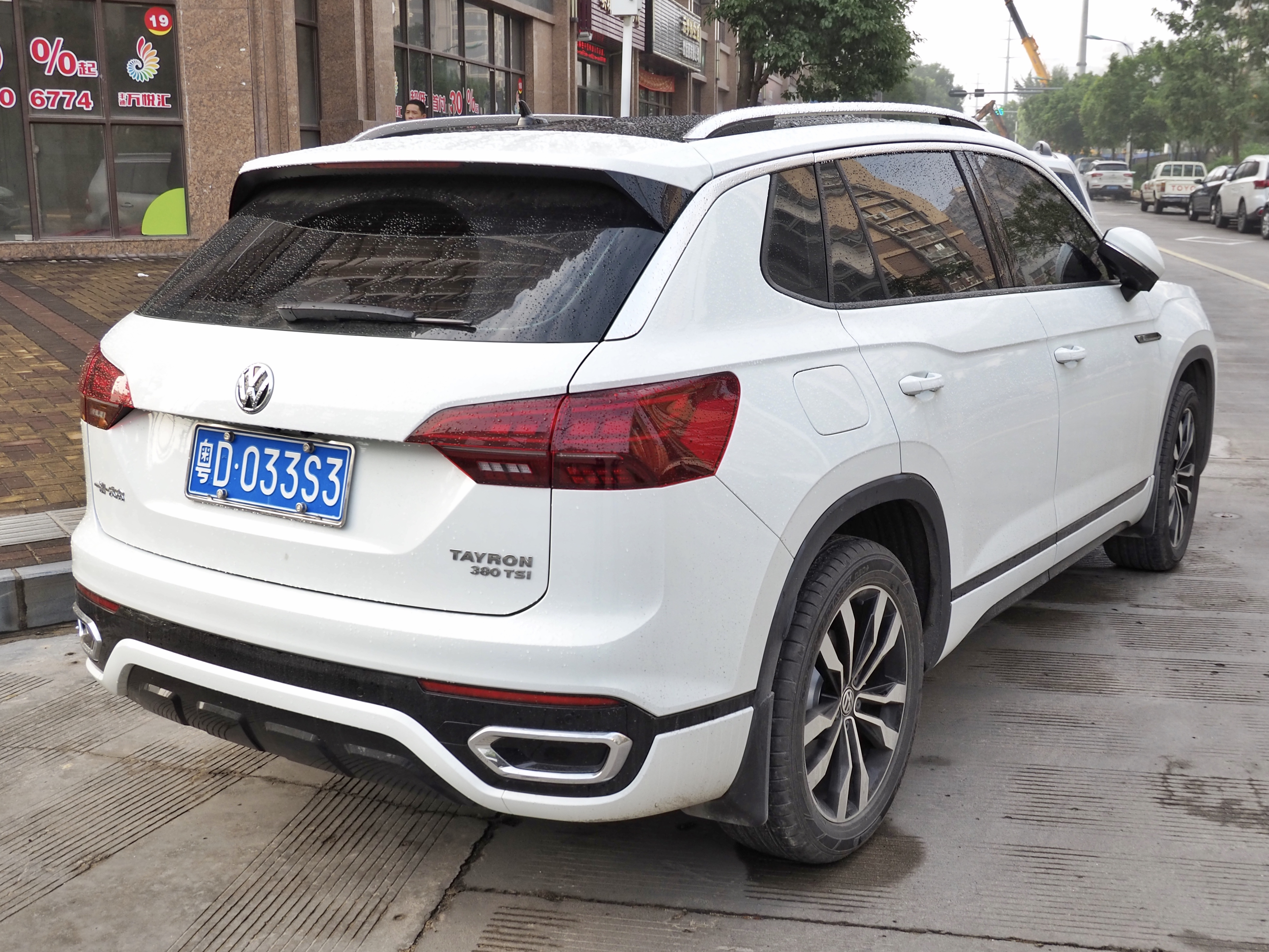
Вид ззаду

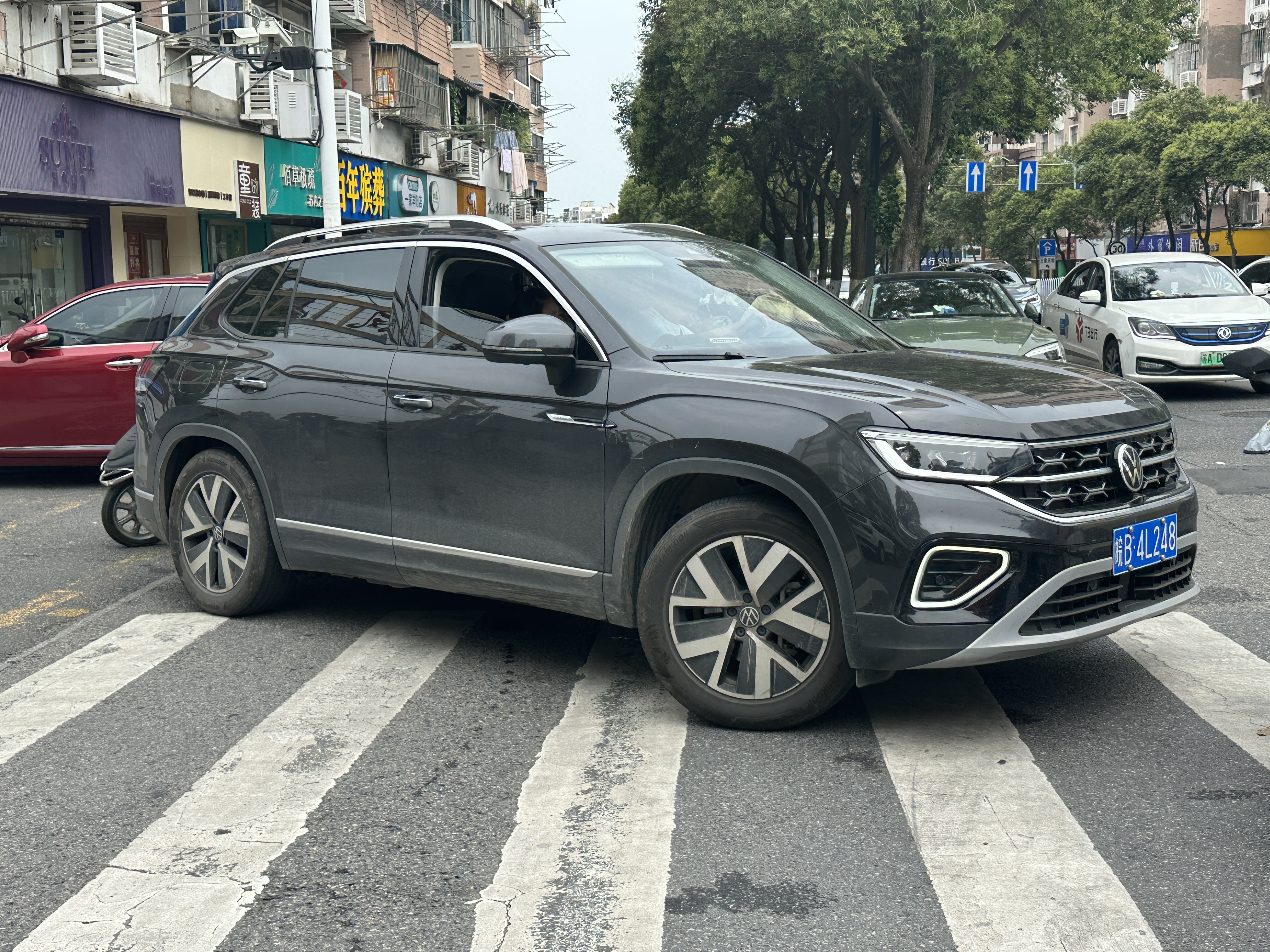
Volkswagen Tayron після фейсліфтінгу
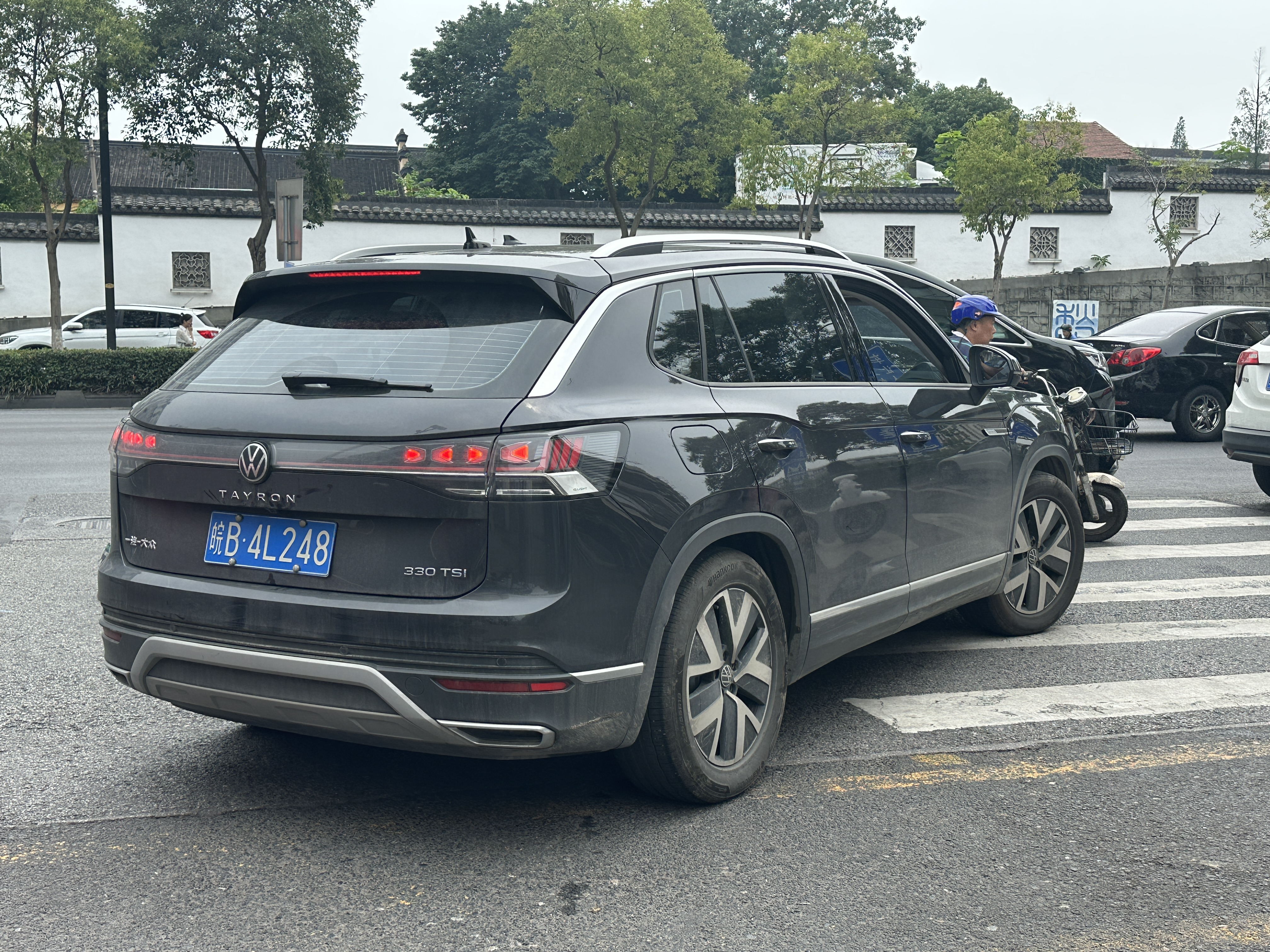
Вид ззаду
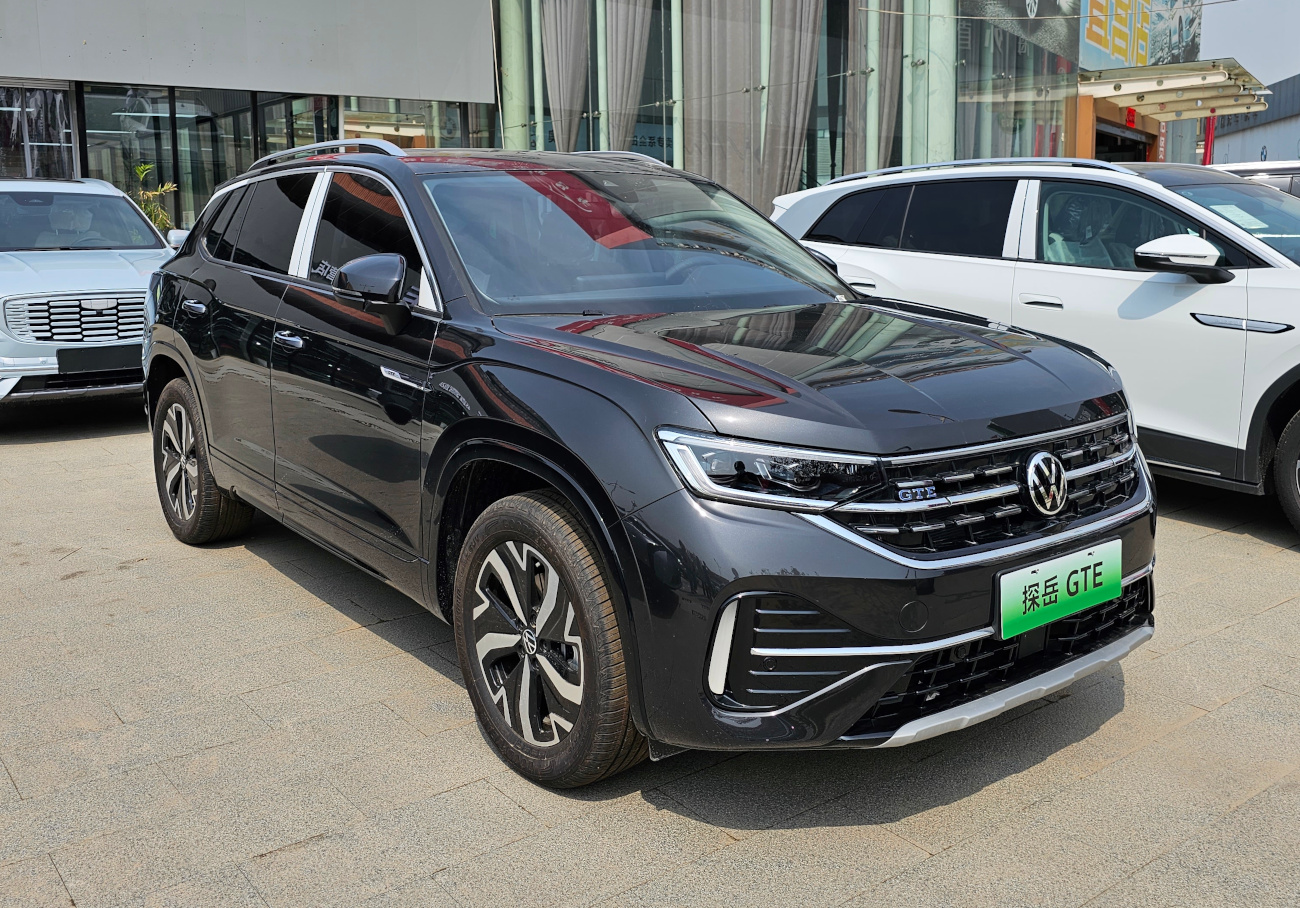
Volkswagen Tayron GTE фейсліфтінг
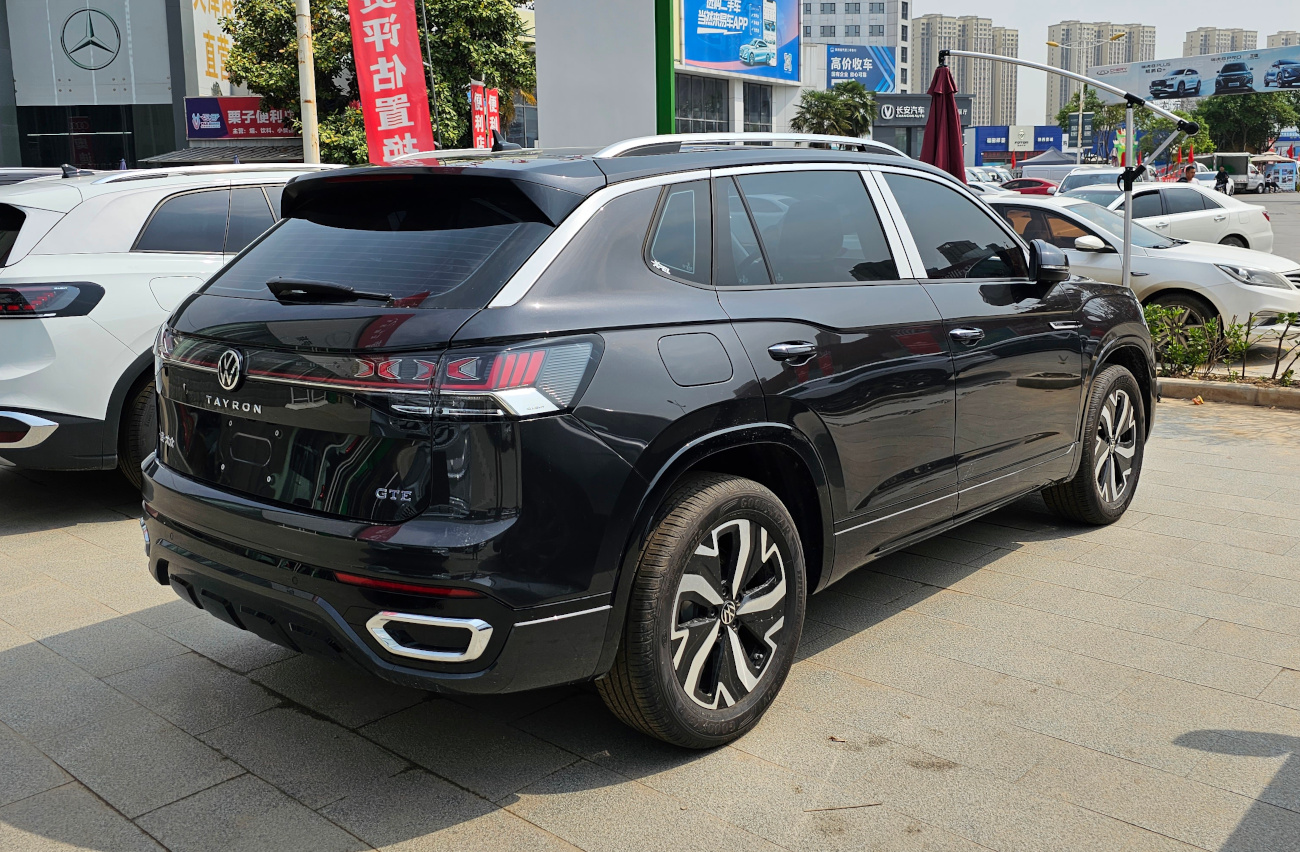
Вид ззаду

### Tayron Х
Варіант із кузовом купе CUV під назвою «Tayron X» був анонсований у квітні 2020 року. Він нагадує концепт позашляховика Volkswagen Coupé, який був показаний на виставці Auto Shanghai у 2019 році. Окрім іншої форми, він трохи довший – 4 640 мм (182,7 дюйма).   

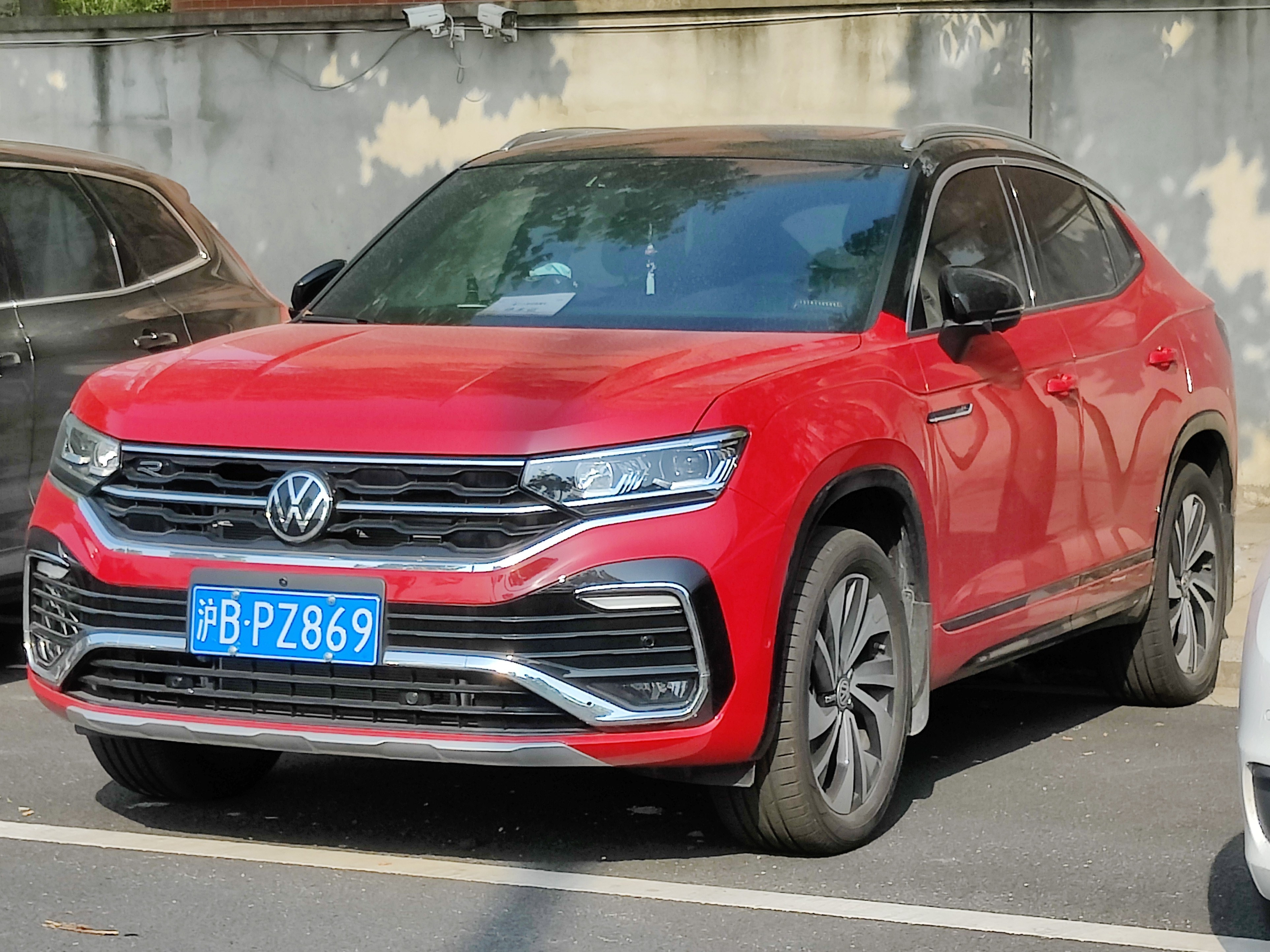
Volkswagen Tayron X
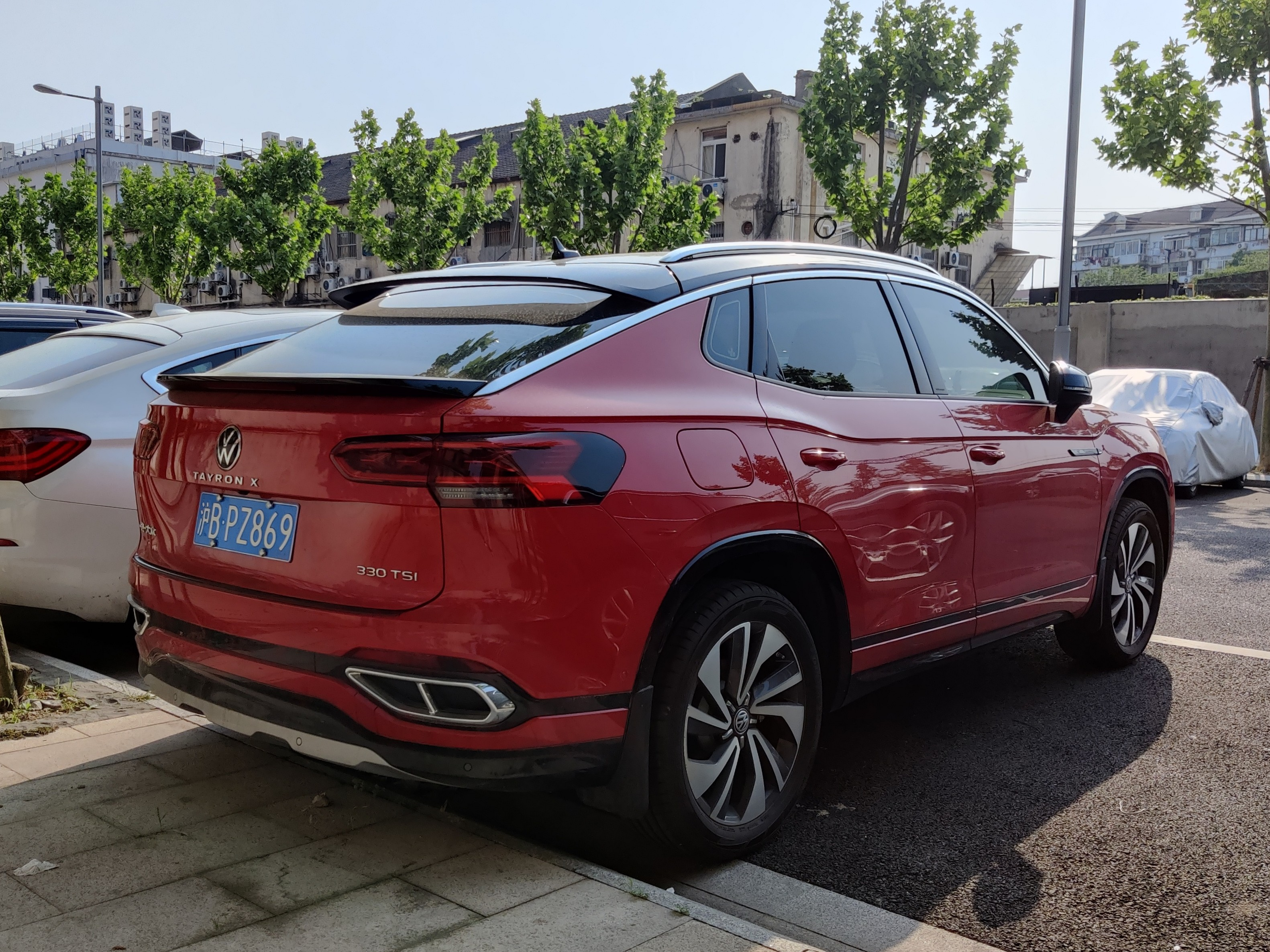
Вид ззаду

### Двигуни
| Бензинові двигуни | Бензинові двигуни | Бензинові двигуни | Бензинові двигуни           | Бензинові двигуни      | Бензинові двигуни  |
| Модель            | Об‘єм             | Серія             | потужність                  | Крутний момент         | Спосіб передавання |
| ----------------- | ----------------- | ----------------- | --------------------------- | ---------------------- | ------------------ |
| 1.4 '280 TSI'     | 1395 см3 I4       | EA211             | 150 PS (110 кВт; 148 к. с.) | 250 Н⋅м (184 фунт⋅фут) | 7-ступінчаста DSG  |
| 2.0 '330 TSI '    | 1984 см3 I4       | EA888 (DPL)       | 186 PS (183 к. с.; 137 кВт) | 320 Н⋅м (236 фунт⋅фут) | 7-ступінчаста DSG  |
| 2.0 '380 TSI'     | 1984 см3 I4       | EA888 (DKX)       | 220 PS (217 к. с.; 162 кВт) | 350 Н⋅м (258 фунт⋅фут) | 7-ступінчаста DSG  |

## Друге покоління (2024)

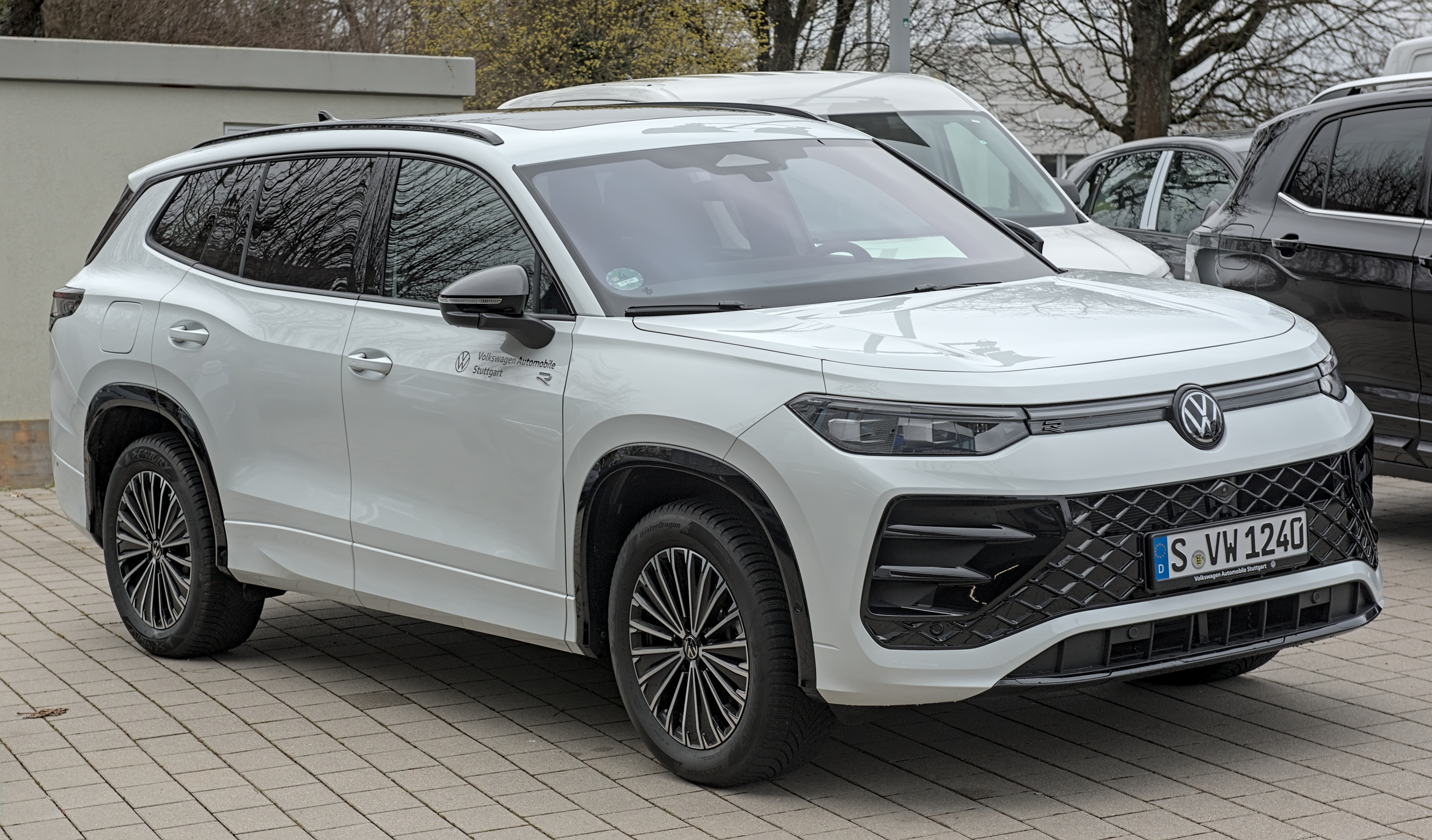
Volkswagen Tayron II

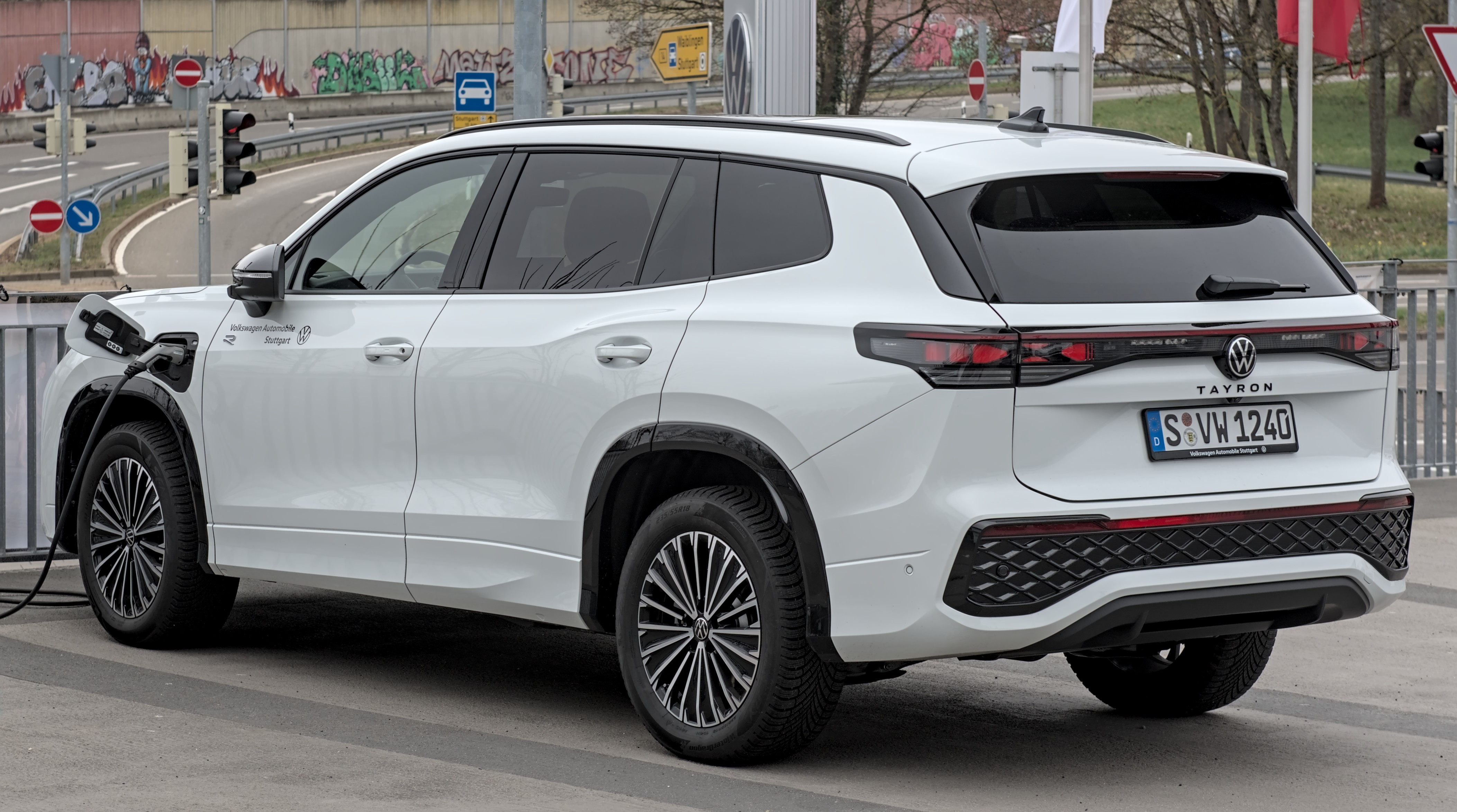

Друге покоління Tayron було представлено на Паризькому автосалоні 2024 року в жовтні.  Його зображення та базові характеристики були вперше оголошені китайськими органами влади в нормативній документації в серпні 2024 року. 

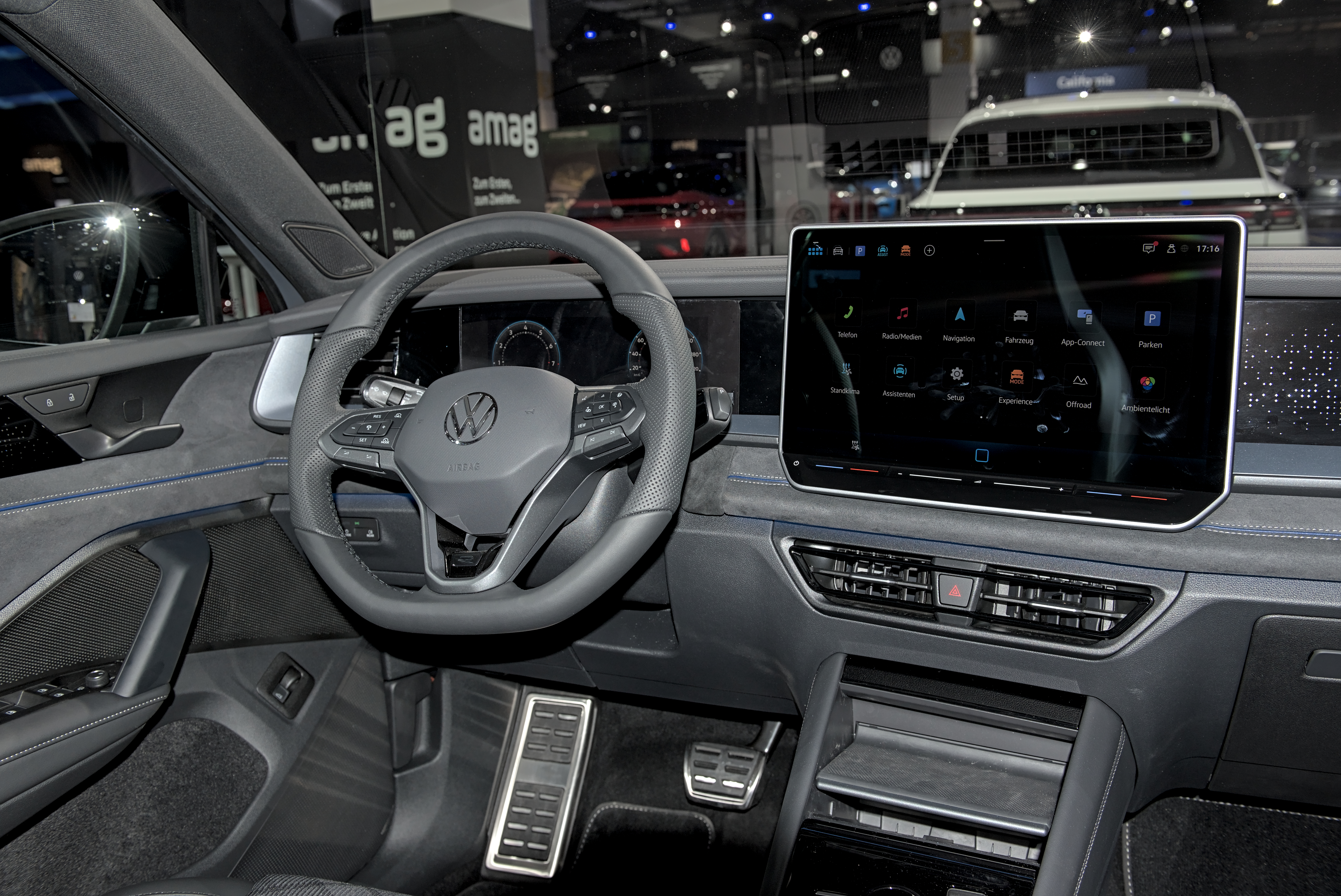

Tayron Mk2 став першим Tayron, який продаватиметься за межами Китаю.   
Він позицінується вище Tiguan як трирядний SUV на деяких ринках, щоб замінити Tiguan Allspace - трирядну версію Tiguan Mk2.  
Виробництво Tayron Mk2 здійснюється в трьох місцях: Вольфсбург, Німеччина, Пуебла, Мексика та Чанчунь, Китай. 

### Ринки

#### Китай
У Китаї Tayron другого покоління продається як Tayron L, щоб вказати на його більші розміри та відрізнити його від моделі першого покоління.

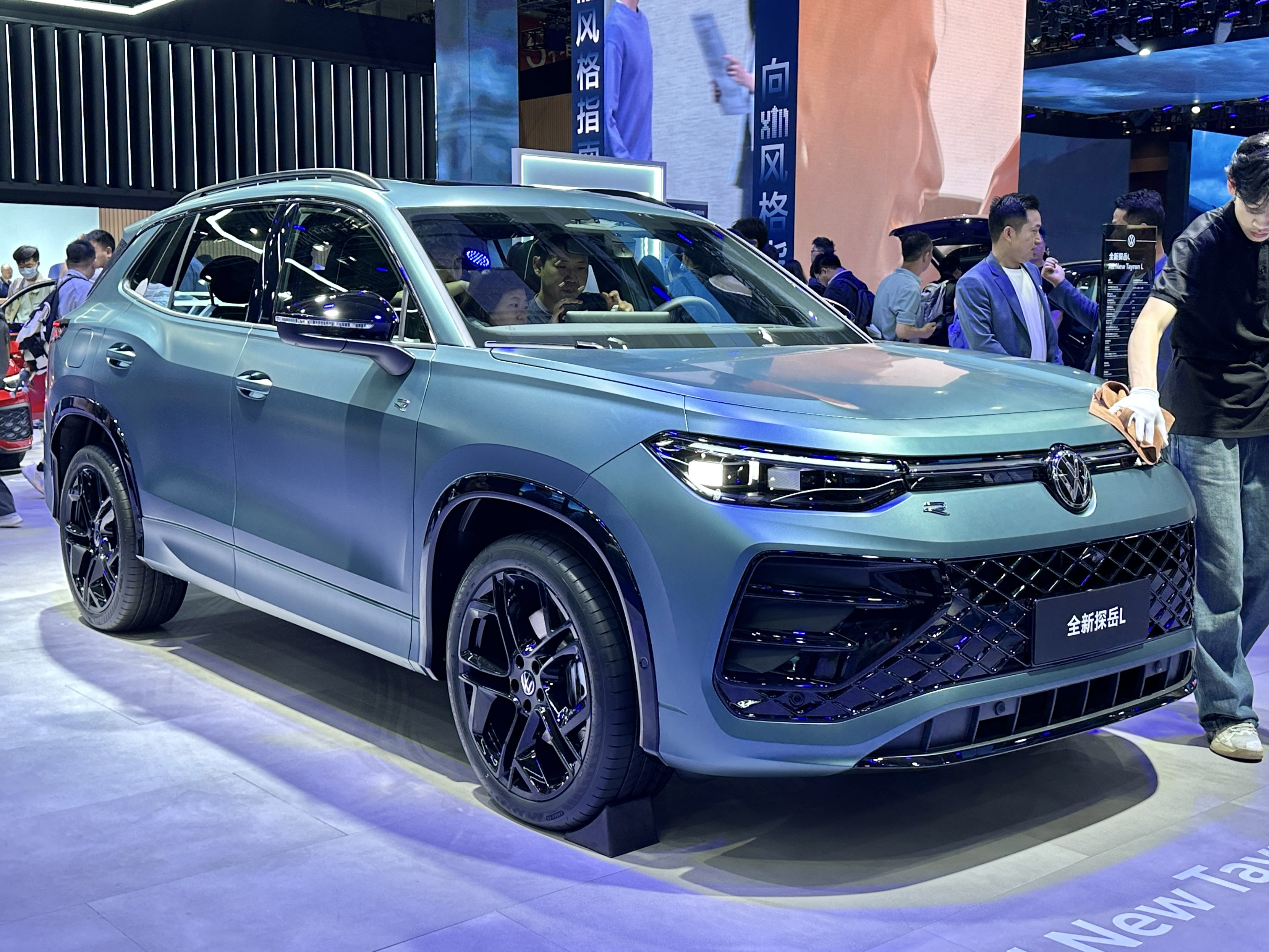
Volkswagen Tayron L (Китай)
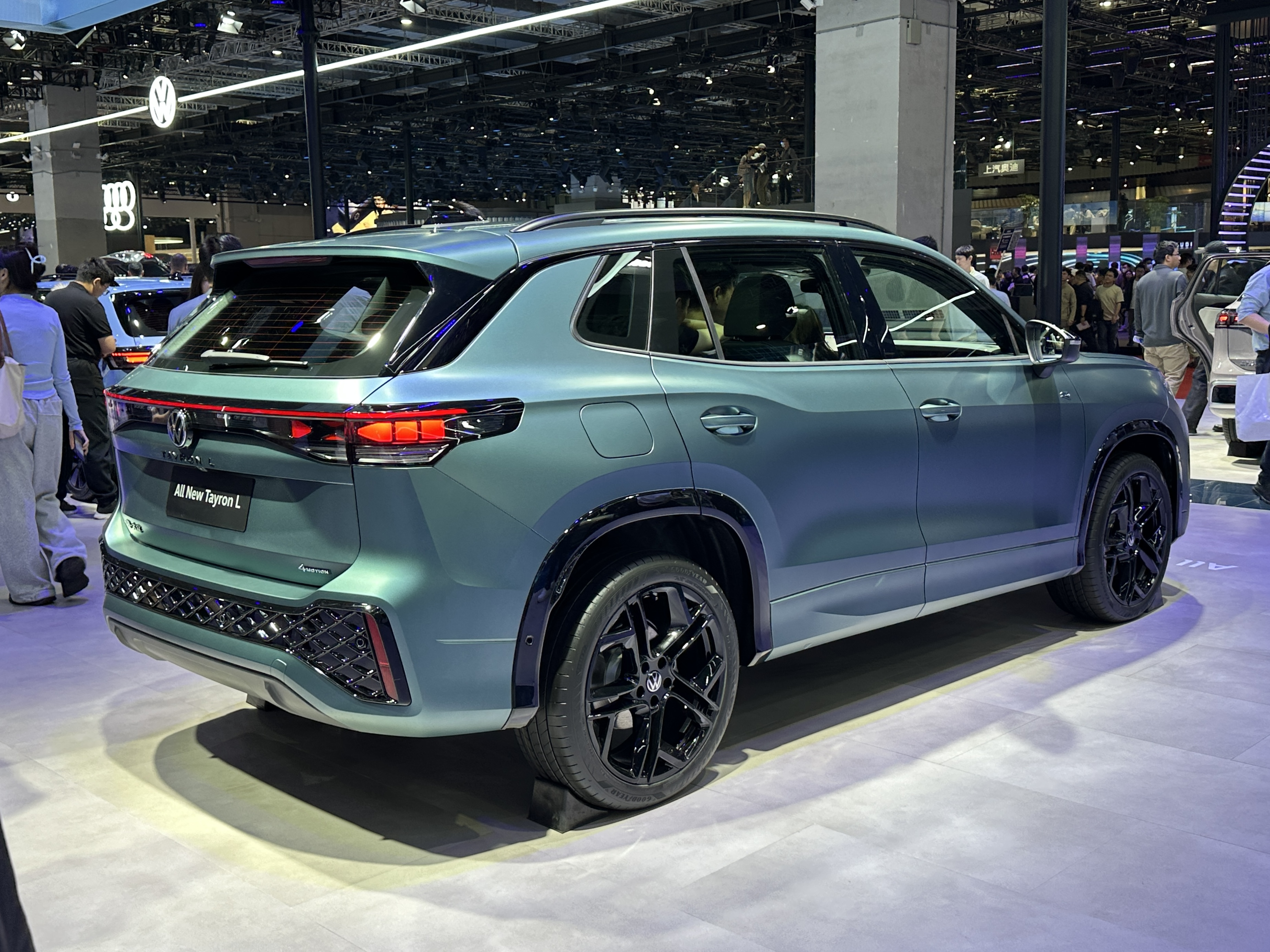

#### Північна Америка
У Північній Америці, де Volkswagen пропонував Tiguan Mk2 в єдиній версії з подовженою колісною базою (з дворядними та трирядними варіантами), Tayron продається під назвою Tiguan.

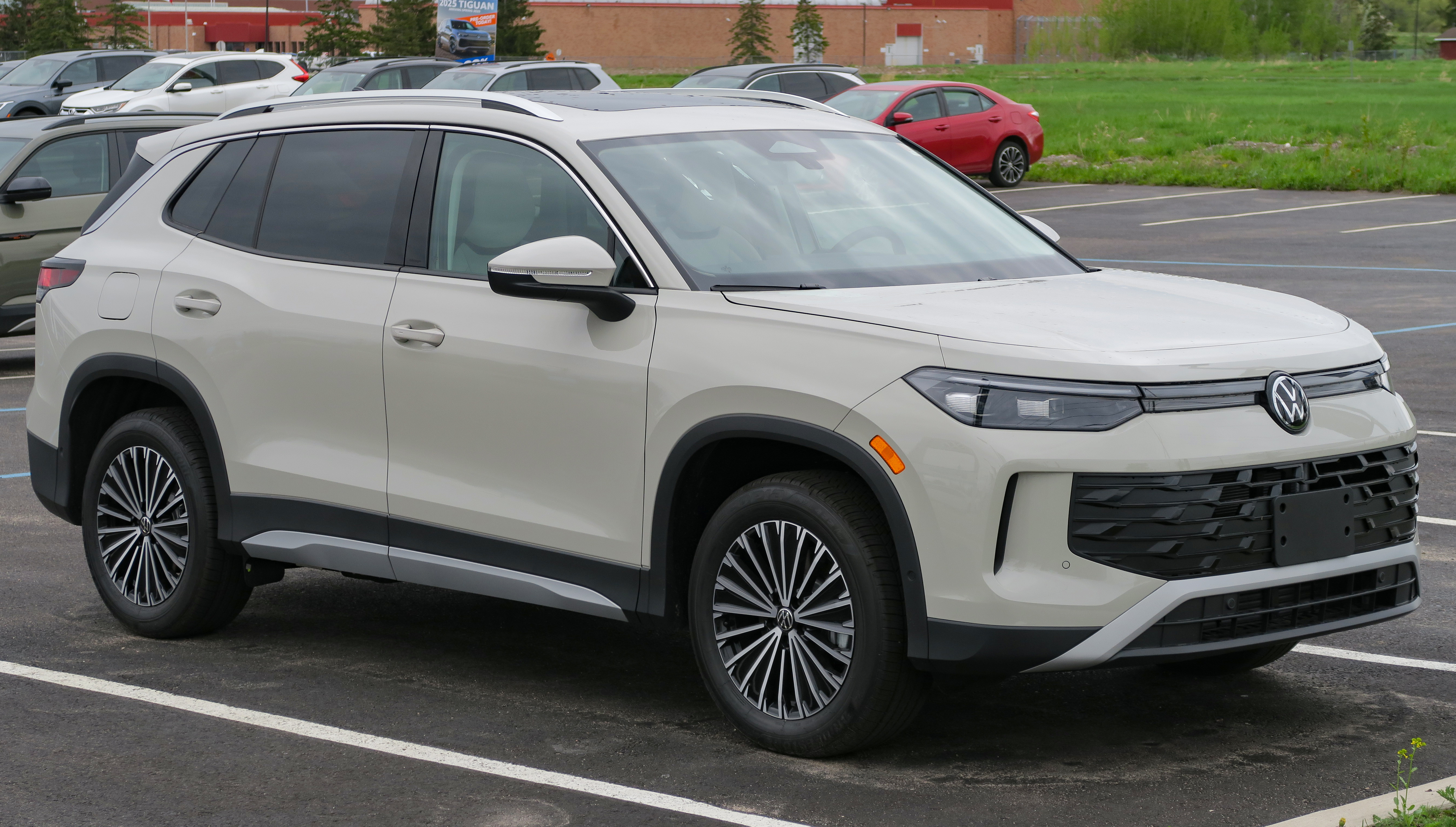
2025 Volkswagen Tiguan Comfortline (Північна Америка)
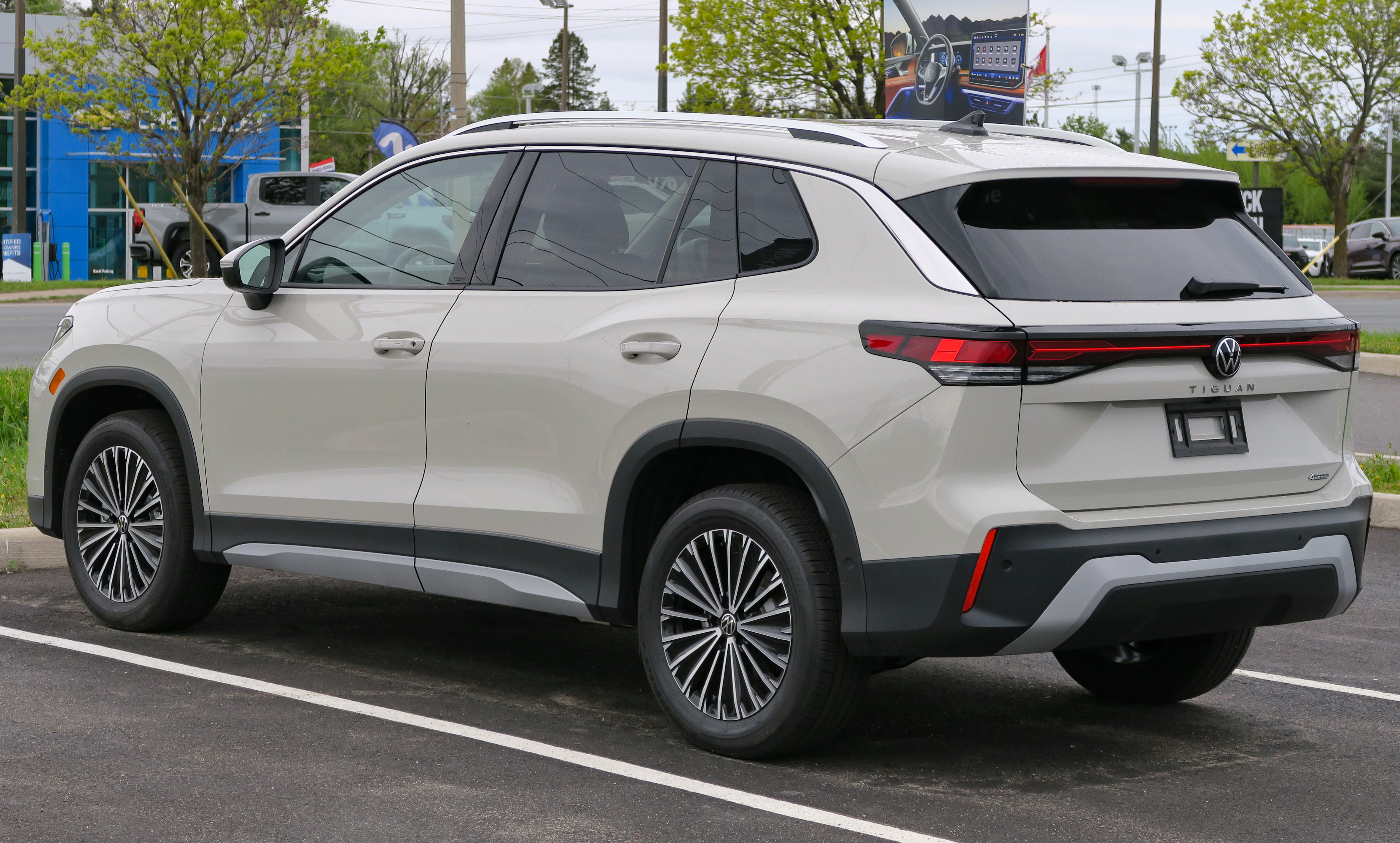

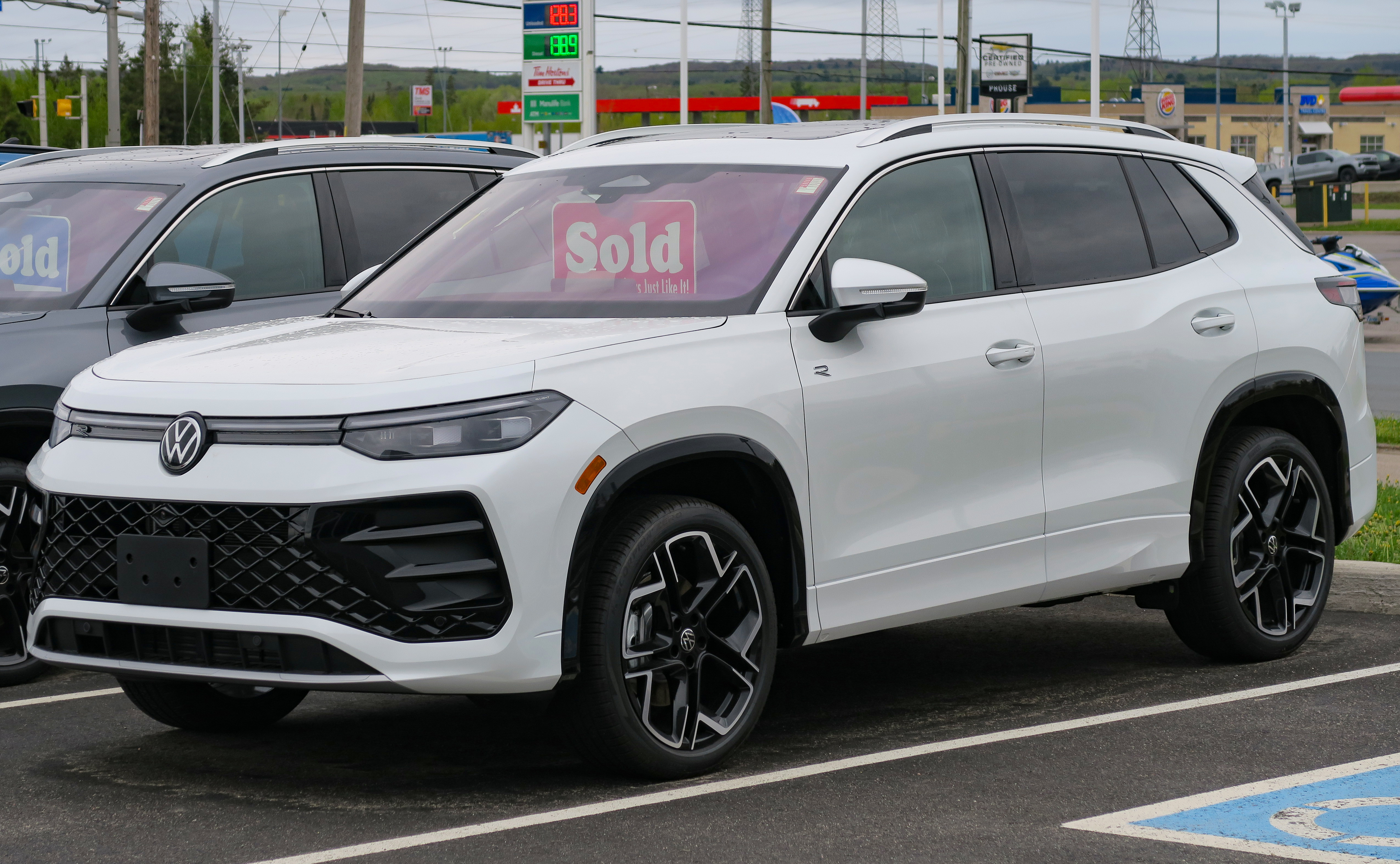
2025 Volkswagen Tiguan R-Line (Північна Америка)
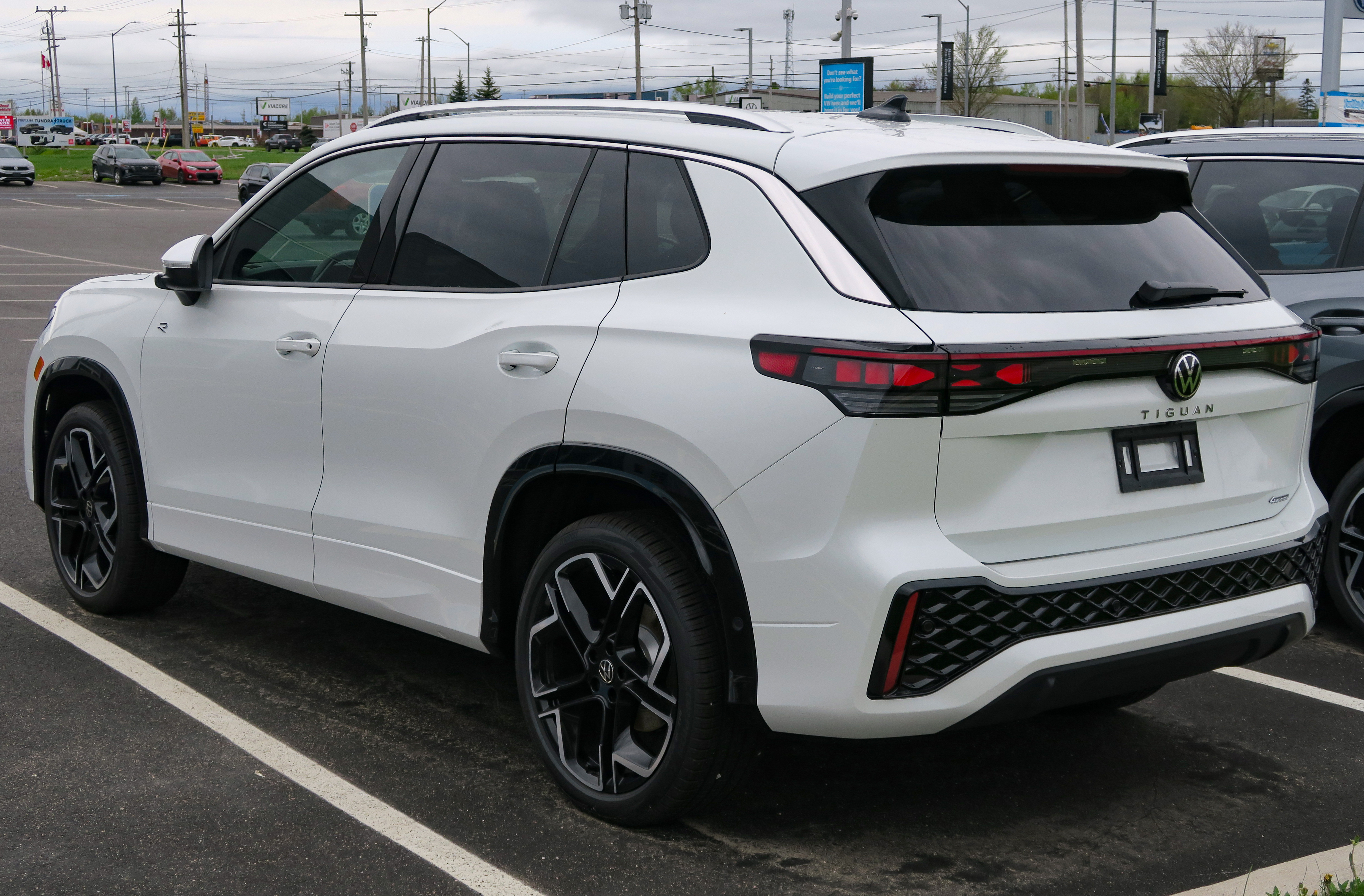

### Двигуни
Бензинові:
- 1.5 L TSI I4
- 1.5 L eTSI I4 mild hybrid
- 2.0 L TSI I4

Plug-in hybrid:
- 1.5 L eTSI I4

Дизельний:
- 2.0 L TDI I4

## Продажі
| Рік      | Китай   | Китай    |
| Рік      | Tayron  | Tayron X |
| -------- | ------- | -------- |
| 2018 рік | 20 235  |          |
| 2019 рік | 179,428 |          |
| 2020 рік | 176 595 | 12 051   |